# Venezuela ved sommer-OL 2020
Venezuela deltog under Sommer-OL 2020 i Tokyo som blev afviklet i perioden 23. juli til 8. august 2021.

## Medaljer
| 2020 Tokyo | Guld | Sølv | Bronze | Total |
| Venezuela  | 1    | 3    | 0      | 4     |

### Medaljevinderne
| Venezuela under sommer-OL 2020 i Tokyo | Venezuela under sommer-OL 2020 i Tokyo | Venezuela under sommer-OL 2020 i Tokyo | Venezuela under sommer-OL 2020 i Tokyo | Venezuela under sommer-OL 2020 i Tokyo |
| Medalje                                | Navn                                   | Sport                                  | Event                                  | Dato                                   |
| -------------------------------------- | -------------------------------------- | -------------------------------------- | -------------------------------------- | -------------------------------------- |
| Guld                                   | Yulimar Rojas                          | Atletik                                | Damernes trespring                     | 1. august                              |
| Sølv                                   | Julio Mayora                           | Vægtløftning                           | Mænds 73 kg                            | 28. juli                               |
| Sølv                                   | Keydomar Vallenilla                    | Vægtløftning                           | Mænds 96 kg                            | 31. juli                               |
| Sølv                                   | Daniel Dhers                           | Cykling                                | Mændenes BMX freestyle                 | 1. august                              |